# ماریسا آلاسیو
ماریسا آلاسیو (ایتالیایی: Marisa Allasio؛ زادهٔ ۱۴ ژوئیهٔ ۱۹۳۶) یک بازیگر بازنشته اهل ایتالیا است.او در میان سال‌های ۱۹۵۲ تا ۱۹۵۷ نزدیک به ۲۰ فیلم بازی کرد.
او در دوران بازیگری به عنوان نماد جذابیت جنسی شناخته‌ می‌شد.ولی در سال ۱۹۵۷ بازیگری را به دلیل ازدواج با کنت پیر فرانچسکو کالوی دی بِرگُلُ پسر یولاندا سافوی این حرفه را رها کرد. 
از فیلم‌هایی که وی در آن نقش داشته است، می‌توان به اولیس، زیبا اما فقیر اشاره کرد.